# Pat Zwingmann
Patrick „Pat“ Zwingmann (* 1981 in München) ist ein deutscher Synchronsprecher, Off-Sprecher, Hörbuch- und Hörspielsprecher, Sänger sowie Kraftsportler.
Zwingmann ist seit 2017 in der Synchronisation aktiv und erlangte insbesondere Bekanntheit als neue Stimme von Jonathan Frakes in der Mystery-Serie X-Factor: Das Unfassbare, nachdem sich der bisherige Sprecher Detlef Bierstedt von der Synchronisation zurückzog.

## Leben und Karriere
Zwingmann machte im Jahr 2001 an der Fachoberschule (FOS) für Wirtschaft in München sein Fachabitur. Bereits im Alter von fünfzehn Jahren machte Zwingmann als „jüngster Zauberschüler Deutschlands“ die Abschlussprüfung an der Zauberschule München. Durch die Zauberei kam er dabei auch in Berührung mit dem Schauspiel und erhielt Privatunterricht in Method Acting. Danach folgte ein zweijähriger Aufenthalt in den Vereinigten Staaten von Amerika. Was folgte, war Vocaltraining bei Karen Edwards im Gasteig München. Zwingmann war zudem 15 Jahre lang Frontmann in mehreren Rockbands und anderen Musikprojekten.
Neben seiner Leidenschaft für Kraftsport und der Teilnahme an Strongman-Wettkämpfen, war er unter anderem von September 2013 bis April 2015 Manager in Schuhbeck ́s teatro.
Zur selben Zeit absolvierte Zwingmann eine Ausbildung zum Tontechniker und begann immer öfter nebenbei als Off-Sprecher und Werbesprecher zu arbeiten. Aufgrund seiner unverwechselbaren, tiefen und markanten Stimme, wurde er immer wieder für verschiedene Kinofilme und TV-Produktionen eingesetzt und ist seit 2017 in verschiedenen Bereichen der Synchronisation tätig. Bereits im ersten Jahr als hauptberuflicher Sprecher war er für viele namhafte Firmen wie Disney, Telekom, Netflix oder Allianz als Werbesprecher aktiv. Zudem ist er Erzähler bei den Karl-May-Festspielen in Burgrieden. Er besitzt darüber hinaus ein eigenes Tonstudio und arbeitet als Vocal Coach.
2021 wurde er erstmals für Anthony Hopkins in dem Film The Virtuoso besetzt. Zudem ist er seit der 33. Staffel als Nachfolger von Thomas Rau die deutsche Stimme von Chief Wiggum in der Zeichentrickserie Die Simpsons. Im Jahr 2022 wurde er für die neuen Folgen der 5. Staffel als neue Stimme von Jonathan Frakes in der Mystery-Serie X-Factor: Das Unfassbare ausgewählt und erfüllte sich damit einen „lebenslangen Traum“. Der bisherige Stammsprecher Frakes, Detlef Bierstedt, hatte sich aufgrund von Zeit- und Stressgründen von seiner Arbeit als Synchronsprecher zurückgezogen.
Pat Zwingmann ist verheiratet und lebt in der Nähe von München in der Gemeinde Hohenkammer.

## Synchronisation (Auswahl)

### Filme
- 2017: Für Dane Rhodes in Camera Obscura als Camera Store Manager
- 2018: Für Brad Leland in The Domestics als Pit Boss
- 2018: Für Jesús Ochoa in Overboard als Bauarbeiter Vito
- 2018: Für Shaquille O’Neal in Uncle Drew als Big Fella
- 2018: Für Phil LaMarr in Die Unglaublichen 2 als Krushauer
- 2019: Für Deobia Oparei in Dumbo als Rongo
- 2019: Für Norman R. Akyuwen in Foxtrot Six als Aula
- 2019: Für Mario Polit in Hustlers als Det. Hernandez
- 2019: Für Robbie Gee in Mrs. Taylor’s Singing Club als Red
- 2019: Für Tsuyoshi Koyama in One Piece: Stampede als Bastille
- 2020: Für David R. Nash in The Banker als Wachmann
- 2020: Für Jeff Pope in Body Cam – Unsichtbares Grauen als Jacob
- 2020: Für Eddie Baroo in The Dry – Lügen der Vergangenheit als McMurdo
- 2020: Für Faizon Love in Immer Ärger mit Grandpa als Geschäftsinhaber
- 2020: Für Kelsey Grammer in Money Plane – Raubzug über den Wolken als Darius Emmanuel Grouch III / The Rumble
- 2020: Für Kenjirou Tsuda in Pokémon: Der Film – Geheimnisse des Dschungels als Alpha Zarude
- 2021: Für Keith Szarabajka in Encounter – Der Feind in Dir als Grant
- 2021: Für Steve Silkotch in The Last Son als Wilson
- 2021: Für Qais Qandil in The Misfits – Die Meisterdiebe als Jason Quick
- 2021: Für Terence Maynard in One Shot – Mission außer Kontrolle als Tom Shields
- 2021: Für Vincent Moscato in Operation Portugal als Agent Chabin
- 2021: Für Warren „Slim“ Williams in The United States vs. Billie Holiday als Bobby Tucker
- 2021: Für Anthony Hopkins in The Virtuoso als der Mentor
- 2022: Für Da’Vone McDonald in Chip und Chap: Die Ritter des Rechts als Jimmy der Eisbär
- 2022: Für Ving Rhames in Wendell & Wild als Buffalo Belzer

### Serien
- seit 2019: Für Tetsu Inada in One Piece als Jesus Barges (3. Stimme)
- 2020–2023: Für Kevin Garry in Ted Lasso als Paul
- seit 2021: Für Hank Azaria in Die Simpsons als Chief Wiggum (4. Stimme)
- seit 2022: Für Jonathan Frakes in X-Factor: Das Unfassbare als Jonathan Frakes (3. Stimme)
- seit 2023: Für Billy West in Futurama als Dr. John Zoidberg (2. Stimme)